# Doctrina de vaguedad
En el ámbito del Derecho constitucional estadounidense, la Doctrina de Vaguedad (del inglés: doctrine of vagueness) establece que una ley es nula y no ejecutable por vaguedad si es demasiado vaga para que el ciudadano promedio la entienda. 
Hay varias razones por las que una ley puede ser considerada vaga. En general, una ley puede considerarse nula por esta razón cuando un ciudadano promedio no puede determinar qué personas están reguladas, qué conducta está prohibida o que castigo se puede imponer. Por ejemplo, las leyes penales que no establezcan explícita y definitivamente que conducta es punible, son nulas por vaguedad.